# Marathon de Barcelone
Le Marathon de Barcelone est une épreuve de course à pied d'une distance de 42,195 km dans la ville de Barcelone, en Espagne. Elle est organisée par Amaury Sport Organisation. Le sponsor titre est Zurich Insurance Group.
La course rassemble chaque année pas moins de 15 000 participants du monde entier et plus de 80 000 personnes au total sur l'événement.

## Parcours

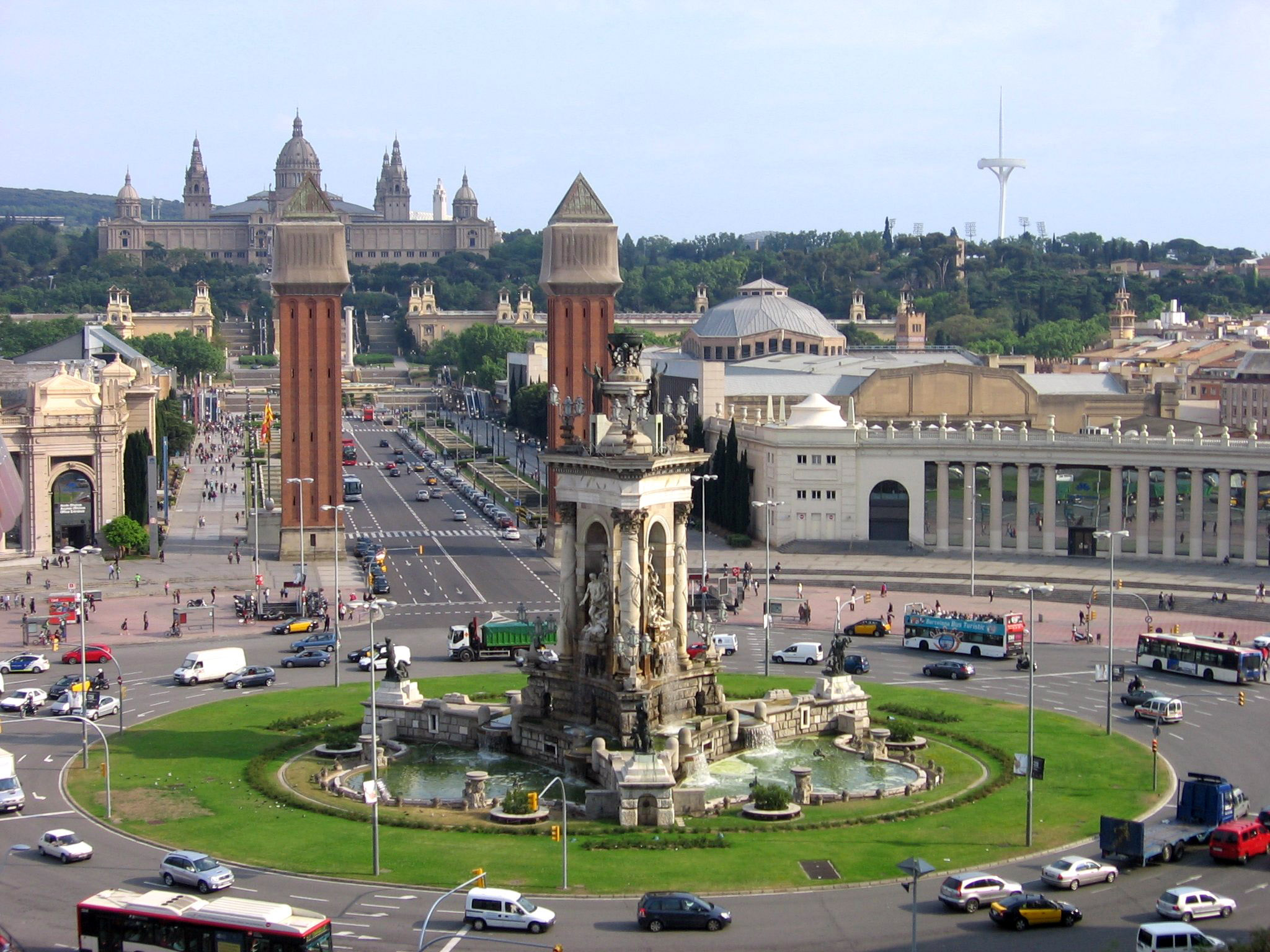
Place d'Espagne, lieu de départ et d'arrivée de l'épreuve

L'épreuve commence et se termine sur la place d'Espagne, au pied du quartier de Montjuïc. Les coureurs passent ensuite proche du Camp Nou, stade mythique du FC Barcelone, reviennent sur la place d'Espagne. Avant de passer près de la Sagrada Família, le tracé longe les célèbres Casa Batlo et Casa Milà. Après un détour dans le quartier Sant Andreu, le parcours se dirige dans la Vila Olímpica del Poblenou et rejoint le bord de mer le long des plages au nord-est. La fin du parcours passe sous l'arc de triomphe, sur la place de Catalogne et devant le monument à Colomb avant de rallier l'arrivée sur la Place d'Espagne. Le parcours est relativement plat avec quelques longues et légères montées entre les kilomètres 25 à 27 et 39 à 41.
Lors de l'édition 2023, Àlex Roca Campillo devient le premier athlète au monde avec un handicap physique supérieur à 75 % à terminer un marathon, à Barcelone, sa ville natale. Il boucle l'épreuve en 5 heures, 50 minutes et 51 secondes.

### Vainqueurs
- Course record

| Édition | Année | Hommes                                              | Hommes                                              | Hommes                                              | Femmes                                              | Femmes                                              | Femmes                                              |
| Édition | Année | Athlète                                             | Pays                                                | Temps                                               | Athlète                                             | Pays                                                | Temps                                               |
| ------- | ----- | --------------------------------------------------- | --------------------------------------------------- | --------------------------------------------------- | --------------------------------------------------- | --------------------------------------------------- | --------------------------------------------------- |
| 1re     | 1978  | David Patterson                                     | États-Unis                                          | 2 h 23 min 15 s                                     | Matilde Gómez                                       | Espagne                                             | 3 h 55 min 33 s                                     |
| 2e      | 1979  | David Patterson                                     | États-Unis                                          | 2 h 19 min 37 s                                     | Matilde Gómez                                       | Espagne                                             | 3 h 18 min 48 s                                     |
| 3e      | 1980  | Don Faircloth                                       | Royaume-Uni                                         | 2 h 19 min 42 s                                     | Joaquima Casas                                      | Espagne                                             | 3 h 09 min 53 s                                     |
| 4e      | 1981  | Martin Knapp                                        | Royaume-Uni                                         | 2 h 18 min 56 s                                     | Iciar Martínez                                      | Espagne                                             | 2 h 47 min 12 s                                     |
| 5e      | 1982  | Michael Pinocci                                     | États-Unis                                          | 2 h 14 min 30 s                                     | Rita Borralho                                       | Portugal                                            | 2 h 46 min 58 s                                     |
| 6e      | 1983  | Allan Zachariasen                                   | Danemark                                            | 2 h 11 min 05 s                                     | Anna Domoratskaya                                   | Union soviétique                                    | 2 h 48 min 21 s                                     |
| 7e      | 1984  | Werner Meier                                        | Suisse                                              | 2 h 14 min 50 s                                     | Margaret Lockley                                    | Royaume-Uni                                         | 2 h 41 min 42 s                                     |
| 8e      | 1985  | Rafael García                                       | Espagne                                             | 2 h 18 min 16 s                                     | Joaquima Casas                                      | Espagne                                             | 2 h 48 min 01 s                                     |
| 9e      | 1986  | Frederik Vandervennet                               | Belgique                                            | 2 h 15 min 45 s                                     | Deborah Heath                                       | Royaume-Uni                                         | 2 h 48 min 22 s                                     |
| 10e     | 1987  | Pär Wallin                                          | Suède                                               | 2 h 13 min 59 s                                     | Joaquima Casas                                      | Espagne                                             | 2 h 43 min 28 s                                     |
| 11e     | 1988  | Fernando Díaz                                       | Espagne                                             | 2 h 19 min 58 s                                     | Deborah Heath                                       | Royaume-Uni                                         | 2 h 45 min 35 s                                     |
| 12e     | 1989  | Doug Kurtis                                         | États-Unis                                          | 2 h 16 min 37 s                                     | Martine van de Gehuchte                             | Belgique                                            | 2 h 37 min 41 s                                     |
| 13e     | 1990  | Allan Zachariasen                                   | Danemark                                            | 2 h 16 min 30 s                                     | Elisenda Pucurull                                   | Espagne                                             | 2 h 43 min 12 s                                     |
| 14e     | 1991  | Kazuya Nishimoto                                    | Japon                                               | 2 h 16 min 32 s                                     | Satoe Minegishi                                     | Japon                                               | 2 h 38 min 37 s                                     |
| 15e     | 1992  | John Burra                                          | Tanzanie                                            | 2 h 12 min 46 s                                     | Maria Starovska                                     | Tchéquie                                            | 2 h 34 min 07 s                                     |
| 16e     | 1993  | Volmir Herbstrith                                   | Brésil                                              | 2 h 13 min 25 s                                     | Emma Scaunich                                       | Italie                                              | 2 h 36 min 16 s                                     |
| 17e     | 1994  | Benito Ojeda                                        | Espagne                                             | 2 h 15 min 14 s                                     | Marina Ivanova                                      | Russie                                              | 2 h 40 min 30 s                                     |
| 18e     | 1995  | Igor Tchouprakov                                    | Russie                                              | 2 h 21 min 12 s                                     | Núria Pastor                                        | Espagne                                             | 2 h 44 min 19 s                                     |
| 19e     | 1996  | Benito Ojeda                                        | Espagne                                             | 2 h 16 min 57 s                                     | Giselle Camilleri                                   | Malte                                               | 2 h 48 min 17 s                                     |
| 20e     | 1997  | Abdeslam Serrokh                                    | Maroc                                               | 2 h 12 min 53 s                                     | Ana Isabel Alonso                                   | Espagne                                             | 2 h 30 min 06 s                                     |
| 21e     | 1998  | Abdeslam Serrokh                                    | Maroc                                               | 2 h 09 min 48 s                                     | Ana Isabel Alonso                                   | Espagne                                             | 2 h 30 min 05 s                                     |
| 22e     | 1999  | Daniel Kipcheru Komen                               | Kenya                                               | 2 h 16 min 24 s                                     | Eva Sanz                                            | Espagne                                             | 2 h 37 min 56 s                                     |
| 23e     | 2000  | William Musyoki                                     | Kenya                                               | 2 h 12 min 18 s                                     | Griselda González                                   | Espagne                                             | 2 h 31 min 12 s                                     |
| 24e     | 2001  | Benedict Ako                                        | Tanzanie                                            | 2 h 13 min 53 s                                     | Leone Justino da Silva                              | Brésil                                              | 2 h 40 min 32 s                                     |
| 25e     | 2002  | Benjamin Rotich                                     | Kenya                                               | 2 h 12 min 07 s                                     | Galina Zhulyeva                                     | Ukraine                                             | 2 h 40 min 33 s                                     |
| 26e     | 2003  | Alberto Juzdado                                     | Espagne                                             | 2 h 10 min 53 s                                     | Kenza Wahbi                                         | Maroc                                               | 2 h 38 min 36 s                                     |
| 27e     | 2004  | Driss Lakhaouja                                     | Maroc                                               | 2 h 15 min 59 s                                     | Karin Schön                                         | Suède                                               | 2 h 42 min 54 s                                     |
| 28e     | 2006  | Joseph Nguran                                       | Kenya                                               | 2 h 12 min 36 s                                     | Haile Kebebush                                      | Éthiopie                                            | 2 h 41 min 23 s                                     |
| 29e     | 2007  | Johnstone Chebii Kemboi                             | Kenya                                               | 2 h 12 min 04 s                                     | Kristijna Loonen                                    | Pays-Bas                                            | 2 h 42 min 03 s                                     |
| 30e     | 2008  | Hosea Kipyego Kosgei                                | Kenya                                               | 2 h 14 min 42 s                                     | Mihret Tadesse                                      | Éthiopie                                            | 2 h 42 min 17 s                                     |
| 31e     | 2009  | Johnstone Chebii Kemboi                             | Kenya                                               | 2 h 14 min 01 s                                     | Tadelesh Debre                                      | Éthiopie                                            | 2 h 39 min 43 s                                     |
| 32e     | 2010  | Jackson Kipkoech Kotut                              | Kenya                                               | 2 h 07 min 30 s                                     | Debola Wudnesh                                      | Éthiopie                                            | 2 h 31 min 50 s                                     |
| 33e     | 2011  | Levi Matebo                                         | Kenya                                               | 2 h 07 min 31 s                                     | Josephine Ambjörnsson                               | Suède                                               | 2 h 45 min 31 s                                     |
| 34e     | 2012  | Julius Chepkwony                                    | Kenya                                               | 2 h 11 min 14 s                                     | Emily Samoei                                        | Kenya                                               | 2 h 26 min 53 s                                     |
| 35e     | 2013  | Gezahegn Abera Hunde                                | Éthiopie                                            | 2 h 10 min 17 s                                     | Lemelem Berha Yachem                                | Éthiopie                                            | 2 h 34 min 39 s                                     |
| 36e     | 2014  | Getachew Abayu                                      | Éthiopie                                            | 2 h 10 min 45 s                                     | Frasiah Nyambura                                    | Kenya                                               | 2 h 32 min 26 s                                     |
| 37e     | 2015  | Philip Cheruiyot Kangogo                            | Kenya                                               | 2 h 08 min 16 s                                     | Aynalem Kassahun                                    | Éthiopie                                            | 2 h 28 min 18 s                                     |
| 38e     | 2016  | Dino Safir                                          | Éthiopie                                            | 2 h 09 min 31 s                                     | Valary Jemeli Aiyabei                               | Kenya                                               | 2 h 25 min 26 s                                     |
| 39e     | 2017  | Jonah Kipkemoi Chesum                               | Kenya                                               | 2 h 08 min 57 s                                     | Helen Bekele                                        | Éthiopie                                            | 2 h 25 min 04 s                                     |
| 40e     | 2018  | Anthony Maritim                                     | Kenya                                               | 2 h 08 min 08 s                                     | Ruth Chebitok                                       | Kenya                                               | 2 h 25 min 49 s                                     |
| 41e     | 2019  | Alemu Bekele                                        | Bahreïn                                             | 2 h 06 min 04 s                                     | Kuftu Tahir                                         | Éthiopie                                            | 2 h 24 min 44 s                                     |
| -       | 2020  | Course annulée en raison de la pandémie de Covid-19 | Course annulée en raison de la pandémie de Covid-19 | Course annulée en raison de la pandémie de Covid-19 | Course annulée en raison de la pandémie de Covid-19 | Course annulée en raison de la pandémie de Covid-19 | Course annulée en raison de la pandémie de Covid-19 |
| 42e     | 2021  | Samuel Kosgei                                       | Kenya                                               | 2 h 06 min 03 s                                     | Tadu Teshome                                        | Éthiopie                                            | 2 h 23 min 53 s                                     |
| 43e     | 2022  | Yihunilign Adane                                    | Éthiopie                                            | 2 h 05 min 53 s                                     | Meseret Gebre                                       | Éthiopie                                            | 2 h 23 min 11 s                                     |
| 44e     | 2023  | Marius Kimutai                                      | Bahreïn                                             | 2 h 05 min 06 s                                     | Zeineba Yimer                                       | Éthiopie                                            | 2 h 19 min 44 s                                     |
| 45e     | 2024  | Tadesse Abraham                                     | Suisse                                              | 2 h 05 min 01 s                                     | Degitu Azimeraw                                     | Éthiopie                                            | 2 h 19 min 52 s                                     |
| 46e     | 2025  | Tesfaye Deriba                                      | Éthiopie                                            | 2 h 04 min 13 s                                     | Sharon Chelimo                                      | Kenya                                               | 2 h 19 min 32 s                                     |

- Note : à la suite d'un différend entre les organisateurs, une coupure de deux ans a eu lieu entre la 27e (2004) et la 28e édition (2006).